# Adriana La Cerva
Adriana La Cerva, interpretata da Drea de Matteo, è uno dei personaggi principali della serie televisiva I Soprano: è la fidanzata storica di Christopher Moltisanti, il nipote del boss Tony Soprano.
In italiano è doppiata da Paola Majano.

## Personaggio
Figlia di Liz La Cerva, Adriana è nipote dei fratelli Aprile, Jackie e Richie, ed è cresciuta in ambienti mafiosi italo-americani. 
Nell'episodio pilota appare nel breve ruolo di una cameriera di sala di un ristorante dove Tony si reca con un'amante: successivamente, sarà sempre mostrata come fidanzata di Christopher Moltisanti, con il quale condividerà molte esperienze drammatiche. In passato è stata costretta a subire un aborto quando il suo ex fidanzato la mise incinta, non era una brava persona e lei non ebbe il coraggio di portare a termine la gravidanza, da allora non riuscì più a rimanere incinta.
Ricalca molto lo stereotipo della classica compagna del giovane aspirante boss: sfacciata, materialista e superficiale, indossa quasi sempre mini-gonne e pantaloni attillati, oltre a top che mettono in risalto la sua scollatura. Per il fatto di essere cresciuta in ambienti mafiosi Adriana è attratta dallo stile di vita dei "bravi ragazzi" e non si preoccupa mai, fino all'attentato a Christopher (ep. 21) delle azioni criminali del fidanzato e della sua banda.
Ambiziosa, fedele e amante del lusso, Adriana tenta ripetutamente di trovare una propria dimensione d'indipendenza, prima nel mondo della musica, poi gestendo un locale affidatole da Christopher (il Crazy Horse), che diventerà però un covo per le azioni criminali della banda Soprano. Ha un buon rapporto di amicizia con Carmela la moglie di Tony, tuttavia ammette che non desidera prenderla a modello dato che Carmela, con la sua falsa ingenuità, pur essendo la moglie di un boss finge di non conoscere la losca provenienza dei soldi guadagnati dal marito, infatti un fattore che distingue Carmela da Adriana è che quest'ultima è molto più in complicità con Christopher rispetto a quanto Carmela lo sia con Tony.
Nella quinta stagione viene messo in evidenza l'attrazione latente che c'è tra Tony e Adriana benché tra i due di fatto non accade nulla, infatti Tony preferisce avere con Adriana solo un rapporto di stima e rispetto.

## La relazione con Christopher
La sua travagliata relazione amorosa con Christopher costituisce gran parte del nucleo narrativo del personaggio nella trama della serie, il loro è un rapporto di passione, ma la loro intesa è altrettanto intensa anche sul piano emotivo, non a caso Christopher vede in Adriana una confidente, benché in verità Christopher la considera più che altro una valvola di sfogo, confidandole le proprie frustrazioni dovute al fatto che si senta poco apprezzato da Tony e dal resto dei suoi compagni.
Christopher in un episodio la tradisce con Amy, una donna raffinata nonché una produttrice cinematografica di successo (l'esatto opposto di Adriana in tutti i sensi) pentitosi di averla tradita arriva a chiederle di sposarlo e lei accetta.
Il rapporto tra Adriana e Christopher attraversa una spirale discendente a causa dei problemi di dipendenza da droghe e alcolici di quest'ultimo, all'inizio Adriana negava il fatto che il fidanzato fosse un tossico, ma la cosa diventa insostenibile quando Christopher inavvertitamente le uccide la cagnolina mentre era sotto l'effetto di droghe. In varie occasioni Christopher è anche arrivato a picchiarla, ma a dispetto di tutto Adriana, ormai troppo dipendente dall'amore malato che la lega a Christopher, non trova il coraggio di lasciarlo, addirittura spesso giustifica i suoi eccessi, al punto che l'agende dell'FBI Robyn Sanseverino arriva ad affermare che il bisogno di Adriana di assolvere e sminuire le colpe di Christopher (che si è sempre rivelato un criminale sociopatico) è praticamente morboso.

## Informatrice dell'FBI
L'FBI decide di servirsi di Adriana data la sua vicinanza con la famiglia di Tony per incastrare quest'ultimo, quindi affidano all'agente Deborah Ciccerone di instaurare un contatto con lei lavorando sotto copertura con il nome di Danielle diventando sua amica e confidente, ma poi si rivela un agente federale, e avendo raccolto abbastanza informazioni compromettenti su Adriana (tra cui uso e detenzioni di droga) con le quali Deborah e i suoi superiori la minacciano di mandarla in prigione, Adriana si vede obbligata a lavorare per loro. 
Robyn diventa il suo agente di riferimento, con la promessa che, nel caso dia ai federali le prove per incastrare Tony, includeranno sia Adriana che Christopher nel programma di protezione testimoni oltre all'immunità. Adriana tuttavia non è intenzionata a prestarsi alle pretese dei federali, tanto che pensa di sposare Christopher in modo che legalmente non sia vincolata a testimoniare contro di lui, ma consultandosi con un avvocato scopre che ciò non servirebbe a nulla.
Adriana inizia lentamente a perdere interesse per il mondo criminale, al punto da considerare l'idea di aiutare l'FBI in modo che lei e Christopher abbiano la possibilità di cambiare vita, tuttavia lo stress dovuto alla situazione si riflette sulla sua salute, infatti contrae la colite ulcerosa. 
Ormai l'FBI sentendo di non poter ricavare nulla di proficuo dalla collaborazione con Adriana la mettono alle strette: avendo scoperto che la ragazza ha contribuito a occultare le prove dell'omicidio di uno spacciatore di nome Gilbert Nieves, di conseguenza ora che possono incriminarla per complicità in omicidio con 25 anni di galera, la costringono a consegnare contro Tony una prova schiacciante dei suoi crimini. Adriana decide di accettare le loro condizioni ma commette lo sbaglio di voler prima rivelare a Christopher che da tempo è diventata un'informatrice dell'FBI sperando di convincerlo a unirsi a lei nel programma di protezione testimone, ma le cose non vanno come lei sperava: Christopher racconta tutto a Tony, e incarica Silvio di ucciderla, quest'ultimo con l'inganno porta Adriana con un'auto in un bosco isolato e quando lei capisce che ormai hanno scoperto il suo tradimento è troppo tardi, Silvio la trascina via dall'auto con la forza e nonostante le suppliche di Adriana lui le spara uccidendola.(ep. 64)

## Apparizioni dopo la morte
All'inizio vi furono diverse speculazioni sul fatto che Adriana fosse ancora viva, principalmente date dal fatto che non viene mostrato direttamente né il momento dell'uccisione né il suo cadavere, ma si sente solo lo sparo e Silvio esce dal campo visivo della telecamera. Inoltre, la De Matteo risultava ancora sotto contratto con la HBO per stagione 6.
Infatti Adriana appare in un paio di occasioni, in sequenze oniriche di Carmela, durante l'ultima stagione (oltre a ricorrere più volte nei dialoghi):
- Stato confusionale (ep. 66). Adriana appare a Carmela che si trova nella sua casa in costruzione: il terreno su cui si è costruita la casa è probabilmente il medesimo dove è avvenuto l'omicidio della ragazza;
- Viaggio a Parigi (ep. 76). Mentre si trova a Parigi, Carmela sogna Adriana a passeggio per le vie della capitale francese, assieme al suo cagnolino Cosette: un gendarme le dice che è morta.